# Keuniree
Keuniree is een bestuurslaag in het regentschap Pidie van de provincie Atjeh, Indonesië. Keuniree telt 974 inwoners (volkstelling 2010).